# Rocío Barrera Badillo
Rocío Barrera Badillo (Ciudad de México, 1 de octubre de 1976) es una abogada y política mexicana perteneciente al Partido de la Revolución Democrática. Fue Jefa delegacional interina de Venustiano Carranza en 2006. Diputada a la Asamblea legislativa del Distrito Federal de 2009-2012, y diputada federal al Congreso de la Union por el distrito 11 de la Ciudad de México, desde el 1 de septiembre de 2018 al 31 de agosto de 2021.

## Biografía

### Estudios y formación
Estudió Ciencias Políticas y Administración Pública en la Universidad Nacional Autónoma de México (UNAM) y la carrera de Derecho en la Universidad del Valle de México (UVM). Se desempeña como Investigadora del Centro Estratégico de Análisis e Investigación Multidisciplinario del STUNAM.

## Trayectoria Política
Ha ocupado diferentes cargos como directora general de Regulación al Transporte en la Secretaría de Movilidad del Gobierno de la Ciudad de México, Asesora en la Cámara de Diputados en la LXII Legislatura y Directora de Presupuesto en VII Legislatura en la Asamblea Legislativa de la Ciudad de México.
En 2003, se afilia al Partido de la Revolución Democrática, posteriormente sostuvo cargos de importancia para el desarrollo de la entonces Delegación Venustiano Carranza, como: directora general de Desarrollo Delegacional, Coordinadora de Asesores y directora general Jurídica y de Gobierno. Para concluir el periodo de administración pública 2003-2006 fue nombrada Jefa Delegacional interina, supliendo a Ruth Zavaleta
Durante 2008, es nombrada Secretaria Técnica de la Mesa Directiva de la LX Legislatura, adicional a ello se coordinó de manera directa en los trabajos de la Comisión Ejecutiva de Construcción de Acuerdos (CENCA). En 2009, gana las elecciones locales por el Distrito XII local en el Distrito Federal en la V Legislatura por el Partido de la Revolución Democrática en la cual como diputada presidió la Comisión de Notariado, e integró las comisiones de Vivienda, Transparencia, Transporte y Salud. Presidió la Mesa Directiva del segundo período ordinario del segundo año legislativo de la V Legislatura
En 2018 renuncia al PRD, y se integra al Movimiento Regeneración Nacional, para apoyar la candidatura presidencial de Andrés Manuel López Obrador, durante su campaña para competir como diputada federal por el distrito 11 de la Ciudad de México por la Coalición "Juntos haremos historia" denunció distintos ataques políticos.
En 2021, confirmó sus intenciones de ser candidata de Morena a la alcaldía de Venustiano Carranza, sin embargo la elección interna fue ganada por la diputada local Evelyn Parra Álvarez. Posteriormente  Barrera renuncia a Morena y se reintegra al Partido de la Revolución Democrática. Y a mediados de marzo se confirmó que Rocío Barrera sería la candidata de la coalición Va por México para la alcaldía Venustiano Carranza, dicha coalición está conformada por los partidos políticos PRI, PAN, y PRD. Finalmente en las elecciones de junio, Barrera quedaría segunda con el 39.26% de los sufragios, 10 puntos por debajo de Evelyn Parra del oficialista Movimiento Regeneración Nacional, que obtuvo el 49.86%.
En 2024, vuelve a confirmarse como candidata de la coalición «Va por la CDMX» para la alcaldía de Venustiano Carranza. En esa elección quedó nuevamente en segundo lugar, ahora con 35% contra 54% de la candidata oficialista.